# Gleitstuhlplatte

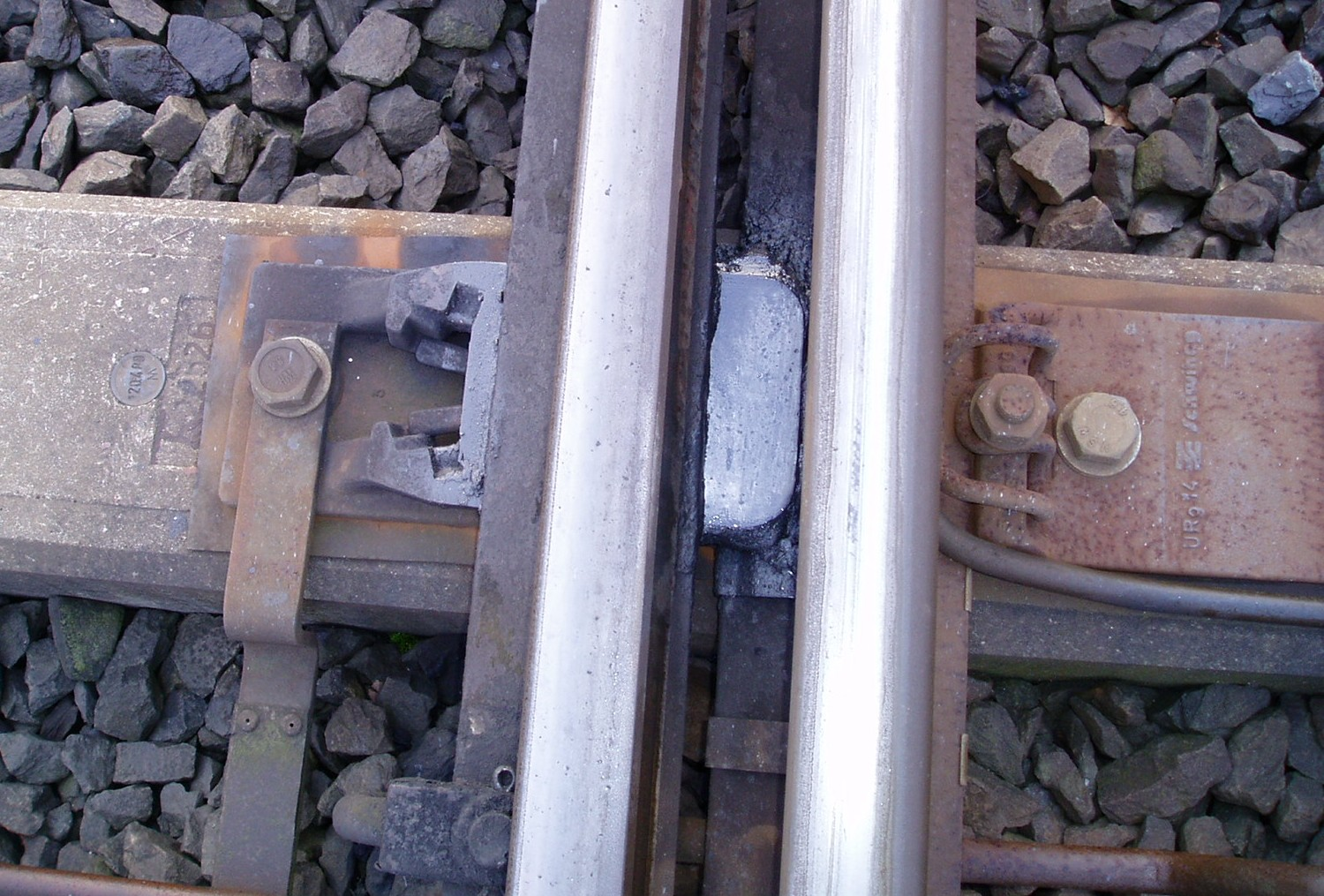
Gleitstuhlplatte,
auf der auch die Backenschiene beidseitig befestigt ist: äußere Befestigung mit Spannklemme;
innere Befestigung unter der Gleitfläche
(erkennbar an den herausragenden Enden des haarnadelförmigen Federstabs);
Gleitstuhlplatte mit Schauben auf der Schwelle befestigt;
ältere Bauart von Schiwag.

Gleitstuhlplatten sind Teile von Weichen der Eisenbahn. Sie dienen dem gleitenden Aufliegen der Zungen im Bereich, in denen diese querbeweglich sind. Weil die Auflagefläche für die Zungen bis an den Fuß der Backenschienen reichen muss, ist kein Platz für deren innere Befestigung auf ihren Unterlagen – i. d. R. den Schwellen – vorhanden. Die Backenschienen werden deshalb über die Gleitstuhlplatten indirekt mit den Schwellen verbunden. Der Fußteil (Rippenplatte) des Gleitstuhls ist bis unter die Backenschienen hinaus verlängert und an seinem äußeren Ende wie auch der (höhere) Innenteil mittels im Gleisbau üblichen Befestigungsmitteln (»Kleineisen«) mit den Schienen verbunden. Die Backenschienen sind vor dem äußeren Ende des Gleitstuhlfußteils an ihm ebenfalls mit den üblichen Mitteln befestigt. Die innere Befestigung der Backenschienen an den Gleitstuhlplatten geschieht unter deren Gleitfläche. Der Gleitstuhlinnenteil ist deshalb höher als der äußere Teil und teilweise hohl. Die Auflage der Zungen liegt höher als die der Backenschienen. Zum Ausgleich bestehen die Zungen bei Weichen in deutscher Tradition aus besonderen, asymmetrischen und in der Höhe reduzierten Zungenschienenprofilen. Die innere Befestigung der Backenschienen erfolgt im Hohlraum der Gleitstuhlplatten und ist heute i. d. R. elastisch gestaltet.

## Verlängerte Gleitstuhlplatten

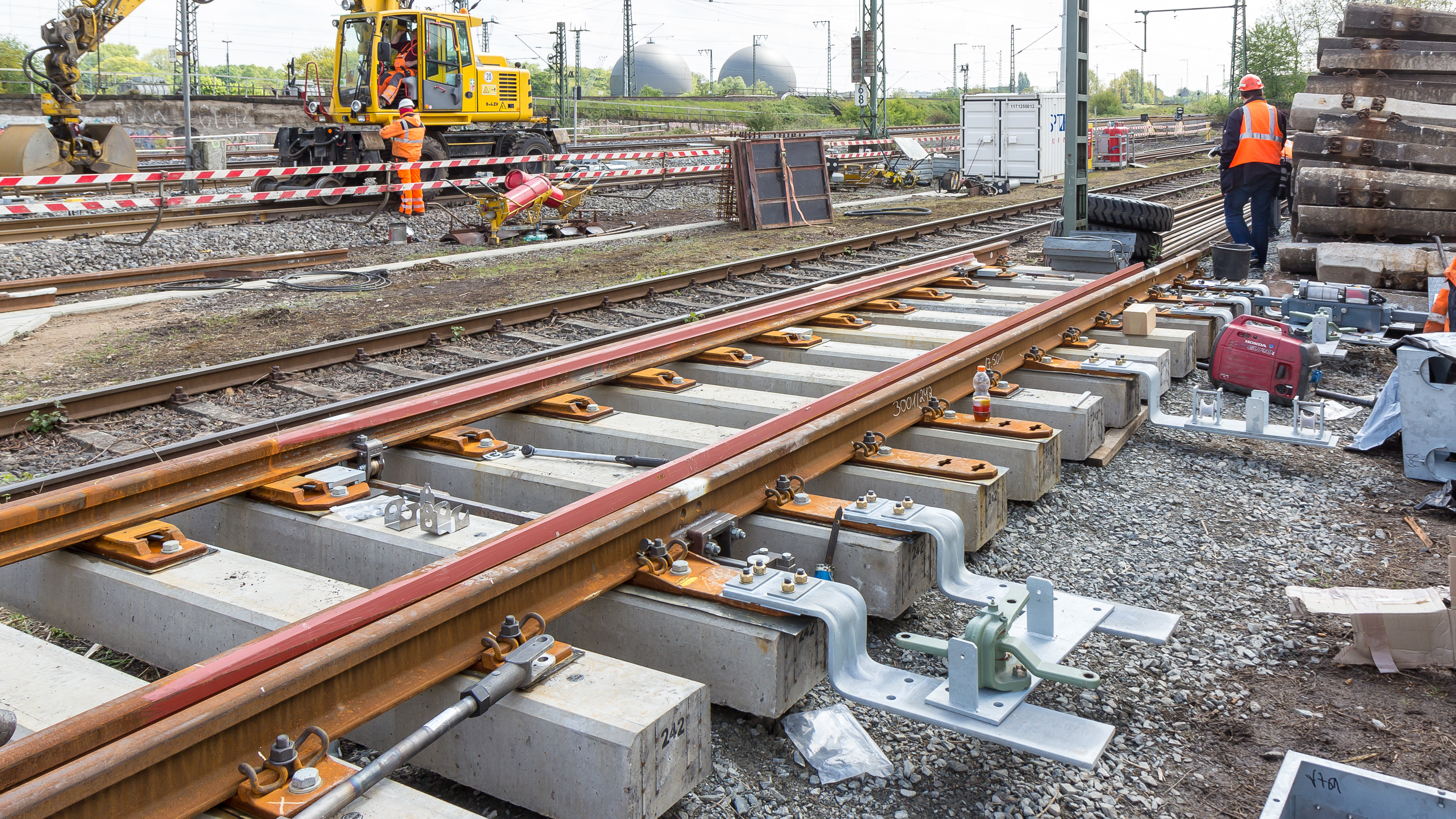
Verlängerte Gleitstuhlplatten mit vormontierten Lagereisen

Auf der Seite der Stellvorrichtung werden im mitteleuropäischen Raum bei Verwendung von Holz- und teilweise auch von Betonschwellen nach außen verlängerte Gleitstuhlplatten zum Anschluss der zur Stellvorrichtung gehörenden Lagereisen verwendet. Bei neueren Betonschwellenweichen (in Deutschland betrifft das Weichen mit der Schienenform UIC 60) sind für die Aufnahme der Lagereisen Dübel in die Schwellen eingelassen. In diesem Fall gibt es keine verlängerten Gleitstuhlplatten.

## Innere Befestigung der Backenschiene über die Gleistuhlplatte an der Schwelle

### Formschlüssige Befestigung
Ursprünglich (in Deutschland bei den Länderbahnen) wurde die auch starre Backenschienenlagerung genannte Befestigung verwendet. Mit der Entwicklung der Reichsbahnweichen mit Schienen der Form S 49 und der Schienenbefestigung Oberbau K ab 1930 wurde sie reichsweit genormt. Die innere Seite des Backenschienenfußes greift in eine unter der Gleitfläche des Gleitstuhls angebrachte keilförmige horizontale Nut (vertikaler Formschluss). Die Außenseite des Schienenfußes stößt über eine Klemmplatte an eine dort auf dem Gleitstuhl angebrachte Rippe (horizontaler Formschluss). Damit die Backenschiene ein- und ausgebaut werden kann, ist diese Rippe um etwa zehn Millimeter weiter außen angebracht. Der Zwischenraum wird von einer lösbaren Klemmplatte (Kp90) geschlossen.
In der Folgezeit wurden die Backenschienen außen auch an sogenannte Backenschienenstützen (Stü 7) angelegt, die wiederum über Klemmplatten (Keilklemmplatten Kkp) gegen eine Rippe am äußeren Ende der Gleitstuhlplatten den horizontalen Formschluss herstellten. Diese Bauart wird bei Reichsbahnweichen bis heute verwendet und ist noch vielfach vorhanden. Elastische Zwischenlagen zwischen Schienenfuß und Schwelle werden bei der starren Backenschienenlagerung nicht verwendet.
1958 wurden keilverspannte Schienenstützen (Bauart M), eine Entwicklung des Unternehmens Krupp, eingeführt. Der horizontale Formschluss der Backenschiene mit dem Gleitstuhl wird durch Anpressen unterstützt. Keilverspannte Backenschienen gab es anfangs nur bei Bahnen in der damaligen Bundesrepublik Deutschland, in andere Länder gelangte die Bauart nur in vergleichsweise geringen Mengen.
In Frankreich sowie bei eisenbahntechnisch französisch beeinflussten Bahnunternehmen sind Weichenzungen üblich, die nicht aus in der Höhe reduzierten, besonderen Zungenprofilen, sondern aus Regelschienenprofilen mit voller Höhe gefertigt werden. Damit ist es nicht möglich, die Backenschienen auf der Innenseite unter die Gleitstuhlflächen zu klemmen. Für die Bewegungsfreiheit der Zungen wird der Schienenfuß auf der Innenseite bis zum Steg entfernt. Die Backenschiene wird auf besondere Weise ausschließlich von der Außenseite her mit den Schwellen verbunden. In Nordamerika sind ähnliche Befestigungen üblich, dort werden jedoch die Schienenfüße auf der Innenseite nicht abgearbeitet. Dafür ist die Unterseite der Zungen außen schräg abgearbeitet, so dass sie in anliegender Lage auf dem Backenschienenfuß aufliegen. In abliegender Lage liegen sie nur über dem nichtabgearbeiteten Teil der Unterseite auf.

### Kraftschlüssige (elastische) Befestigung

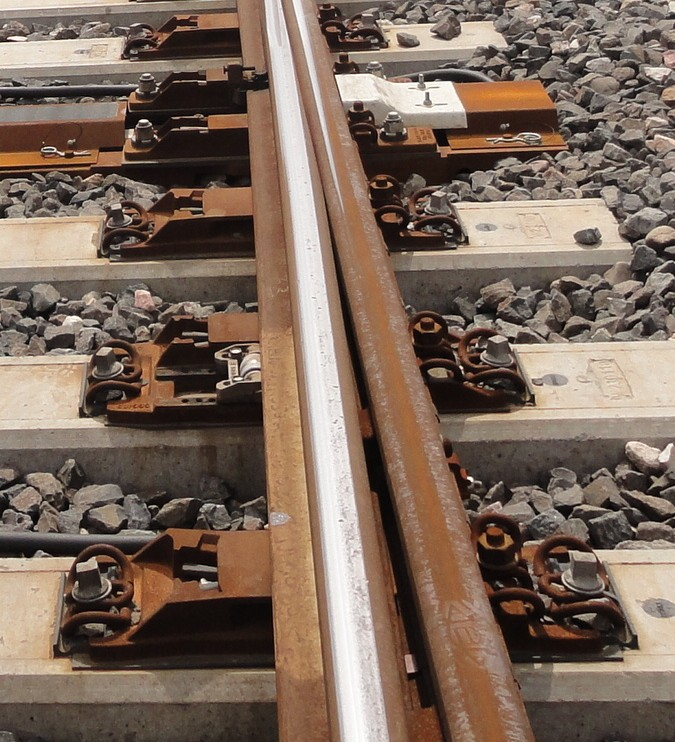
Gleitstuhlplatten (Bauart Schiwag)
mit elastischer Backenschienenbefestigung in einer Weiche.
Auf der zweiten Schwelle von vorne: Gleistuhl mit zusätzlicher Zungenrollvorrichtung

Der wesentliche Nachteil einer starren Befestigung sind Verformungen, die bei wechselnder Beanspruchung (Schwingungen) auftreten. Dadurch lockert sich die Befestigung, was regelmäßiges Nachziehen erfordert. Zudem neigen die Gleitstuhlplatten insbesondere am Querschnittswechsel zwischen flacher Backenschienenauflage und verdicktem Gleitteil zum Brechen. Als Abhilfe und zur Verringerung des Instandhaltungsaufwandes wurden etwa ab 1970 elastische Befestigungen, die im Gleis und auch in Weichen außerhalb der Zungenvorrichtungen seit vielen Jahren üblich waren, auch für die Backenschienen entwickelt. Diese Befestigungsart heißt IBAV (Innere Backenverspannung) und wurde inzwischen zur Standardausführung. Einer der ersten Anbieter von Gleitstuhlplatten mit elastischer innerer Backenschienenbefestigung war das Unternehmen Schwihag AG.
Bei einer Gleitstuhlplatte mit elastischer Backenschienenbefestigung ist der Raum für die Backenschienenbesfestigung unter der Gleitfläche weiter als die frühere Nut. Auf den Fuß der Backenschiene drücken zwei federnde Spannbügel SSB, die sich ihrerseits unter oder neben der Zungengleitfläche nach oben gegen den Gleitstuhl abstützen. Es gibt auch Ausführungen mit einteiligen Spannklammern, beispielsweise bei den vom Weichenwerk Brandenburg um 1980 entwickelten verbesserten Reichsbahnweichen. Somit kann die Backenschiene unter der Verkehrslast von fahrenden Zügen verursachten Schwingungen geringfügig nachgeben, sodass keine Verformung und kein Lösen entsteht. Die Backenschienen werden auch auf der Außenseite elastisch, in der Regel mit den vom Oberbau Ks stammenden elastischen Spannklemmen befestigt. Weil die Backenschienen auf der Innenseite nicht horizontal in eine Nut gefügt werden, sind auf der Außenseite kein zusätzlicher Raum und keine zusätzlichen Mittel für das Ein- und Ausbauen erforderlich. Die Backenschiene liegt direkt an der Rippe auf der Außenseite des Gleitstuhls an (horizontaler Formschluss).
Vor dem Ausbau einer Backenschiene werden die Schienenbefestigungen auf der Außenseite gelöst und die Spannbügel auf der Innenseite herausgezogen. Der Einbau geschieht in umgekehrter Reihenfolge, wobei es in der Regel sinnvoll ist, zuerst die Spannbügel der Innenseite einzusetzen, mit herstellerspezifischem Werkzeug zu verspannen und dann die äußere Befestigung vorzunehmen.
Gleitstuhlplatten mit elastischer Backenschienenbefestigung gibt es von mehreren Herstellern in unterschiedlichen Bauarten. Die Gleistuhlplatten von Schwihag sind unter der Gleitfläche für die Aufnahme der Spannbügel und seiner Stützpunkte hohl. Bei der Deutschen Bahn AG wurden die Gleitstuhlplatten weiterentwickelt, wobei die Spannbügel von außen besser zugänglich wurden (siehe auch Gleitstuhlplatte von Voestalpine).